# واسیلی ورشچگین
واسیلی واسیلیویج ورشچگین (به انگلیسی:Vasily Vasilyevich Vereshchagin؛ به روسی: Васи́лий Васи́льевич Вереща́гин؛ ۲۶ اکتبر ۱۸۴۲ – ۱۳ مارس ۱۹۰۴) که گاهی در زبان انگلیسی با نام بیزل ورشچگین (به انگلیسی: Basil Verestchagin) شناخته می‌شود یکی از معروف‌ترین هنرمندان جنگ و یکی از اولین هنرمندان روسی است که به‌طور گسترده در خارج از کشورش به رسمیت شناخته شده‌است. سرشت گرافیک او نمایش صحنه‌های واقع‌گرایی است که بسیاری از آن‌ها را هرگز نمی‌توان به چاپ سپرد یا در نمایشگاهی به نمایش گذاشت.

## نگارخانه

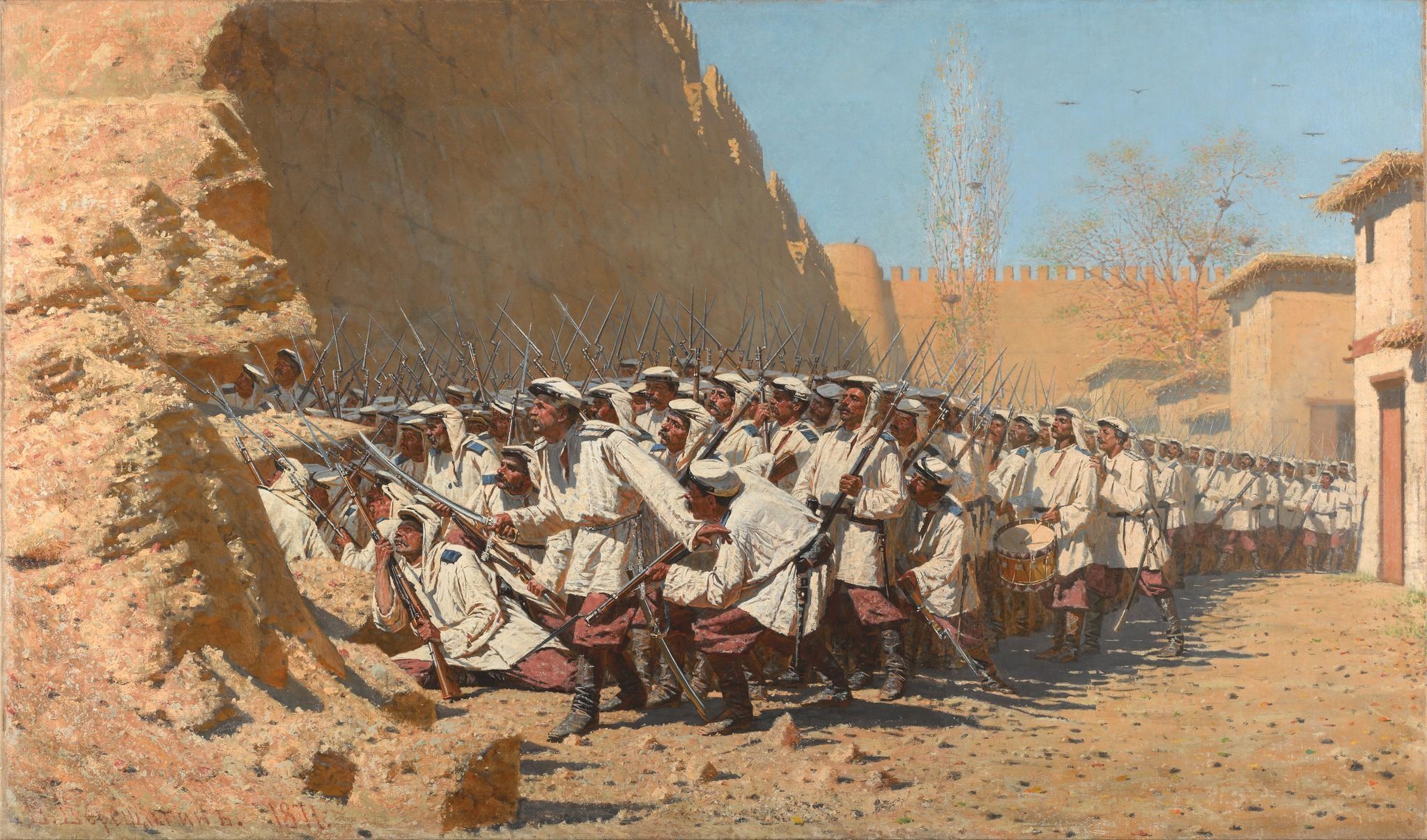
در دیوارهای قلعه: اجازه دهید آن‌ها بیایند! (۱۸۷۱).
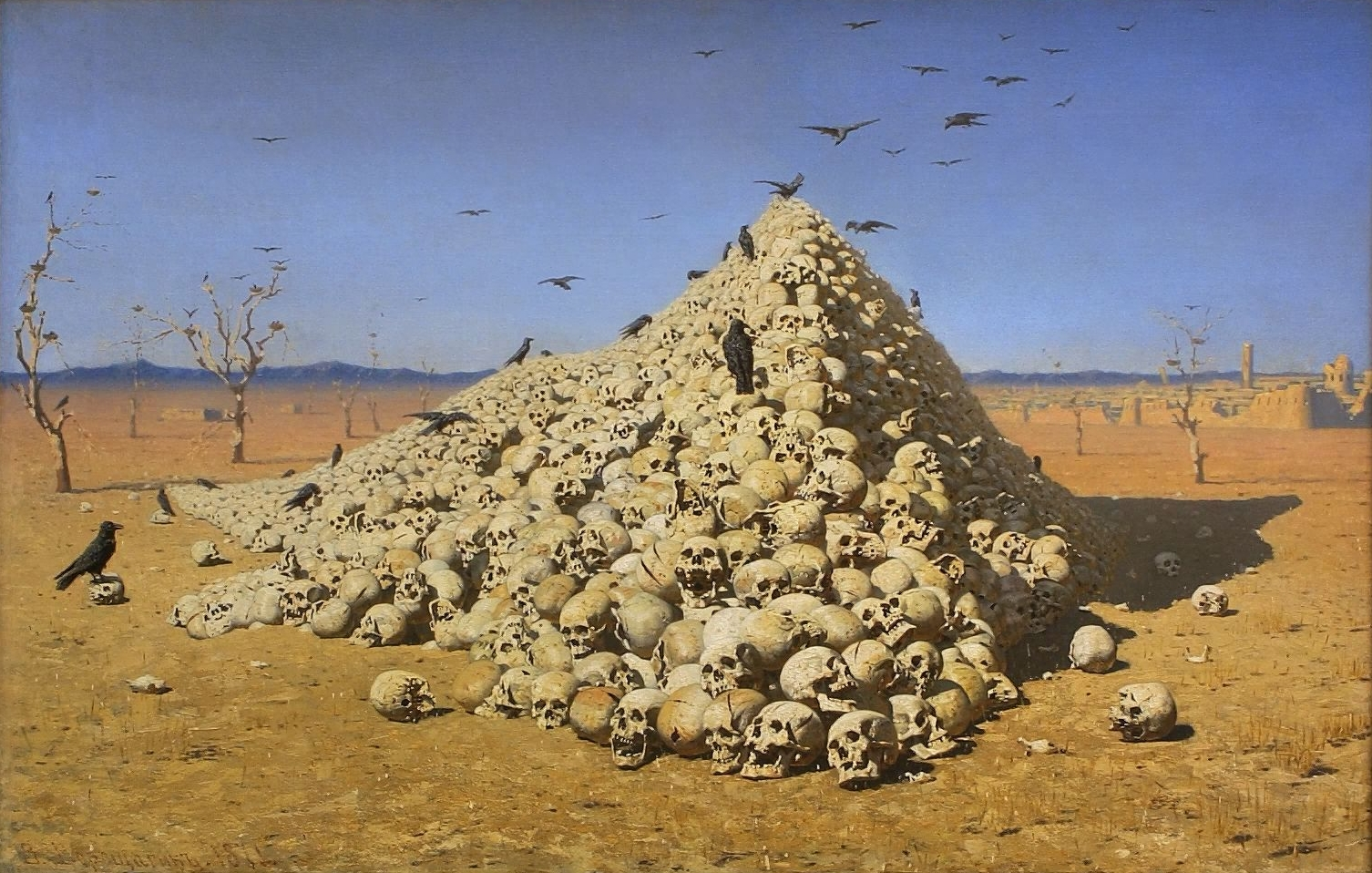
ستایش اغراق‌آمیز از جنگ (سال ۱۸۷۱)
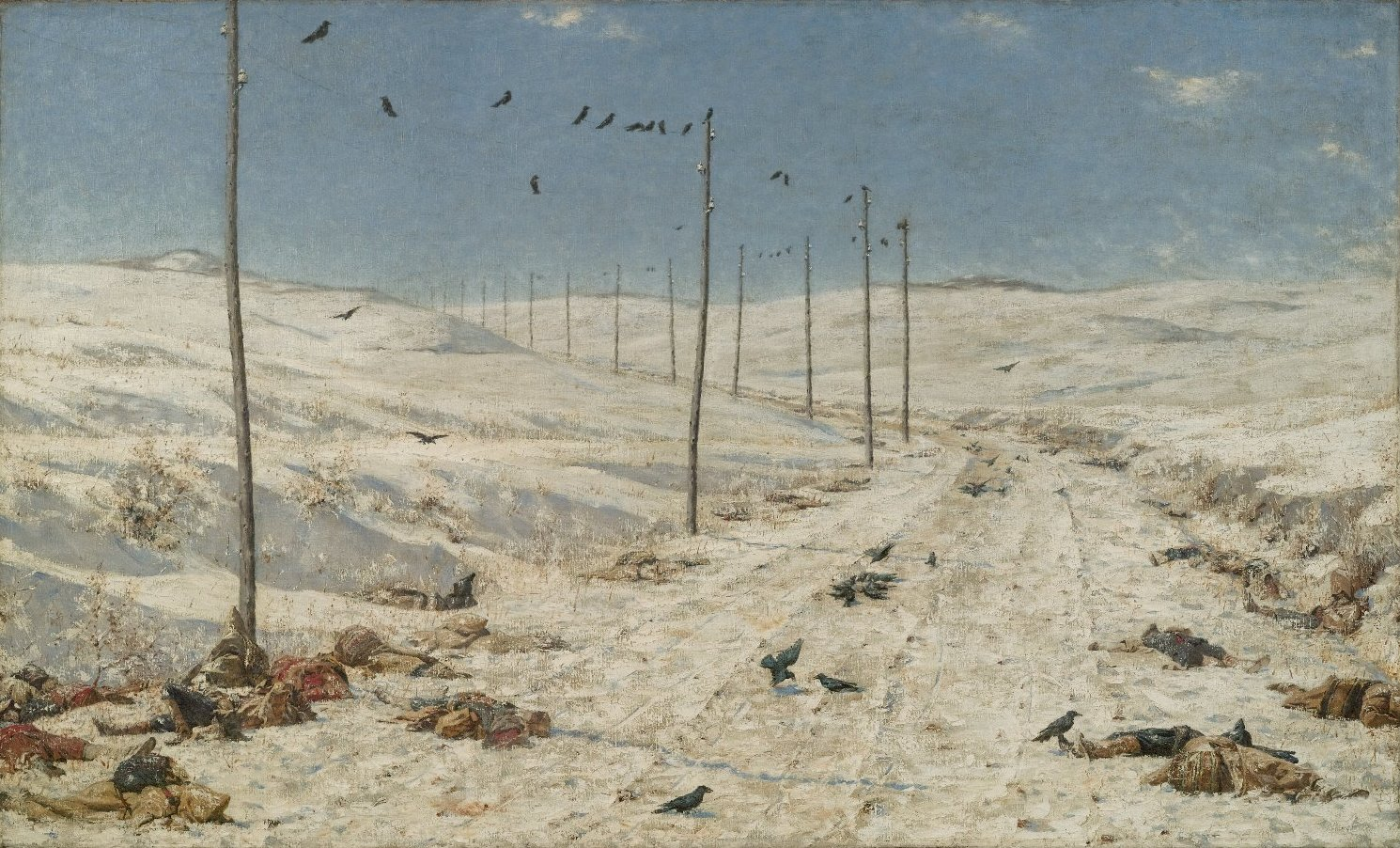
واسیلی ورشچگین (روسیه ۱۸۴۲–۱۹۰۴). جاده زندانیان جنگ  ۱۸۷۸–۱۸۷۹. رنگ روغن روی بوم. موزه بروکلین
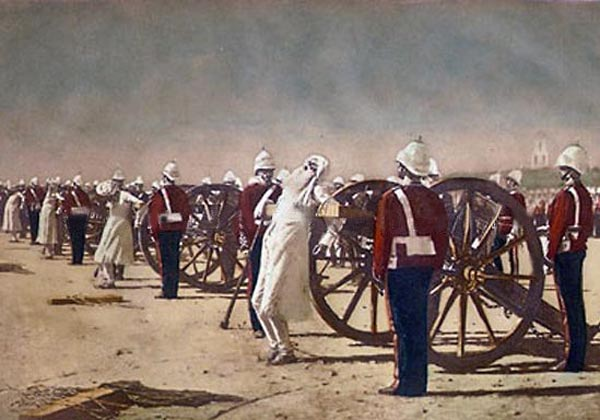
جلوگیری انگلیس از شورش هندی‌ها (۱۸۸۴)
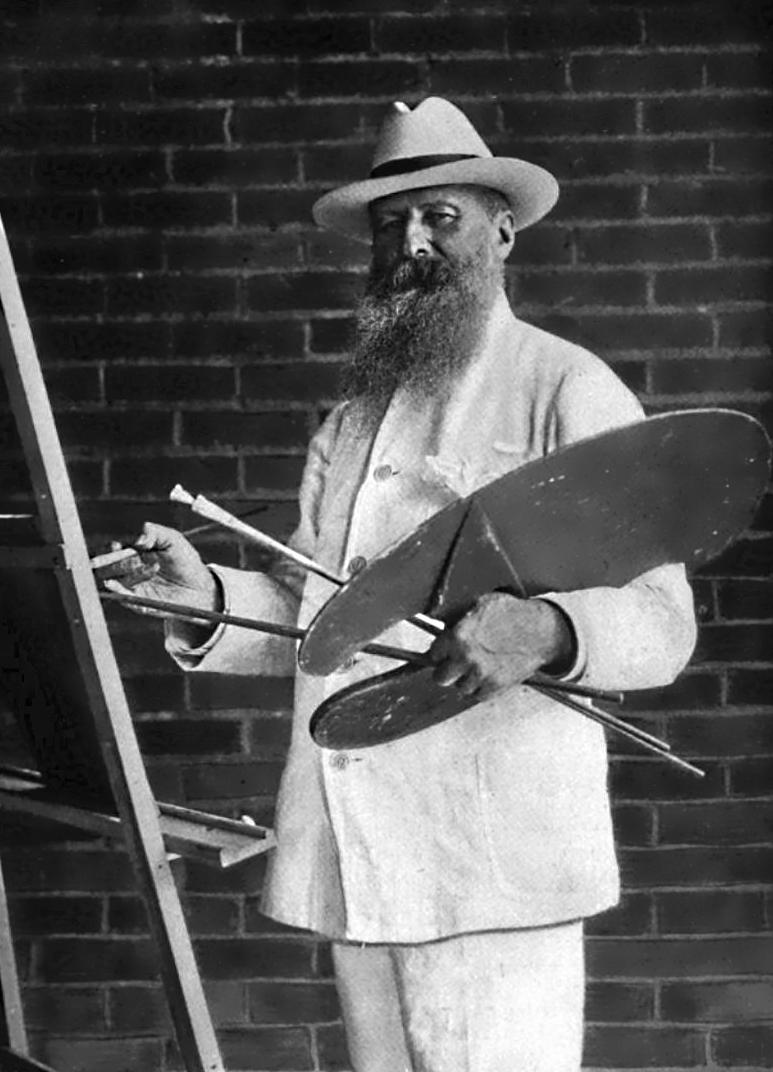
واسیلی ورشچگین در سال ۱۹۰۲
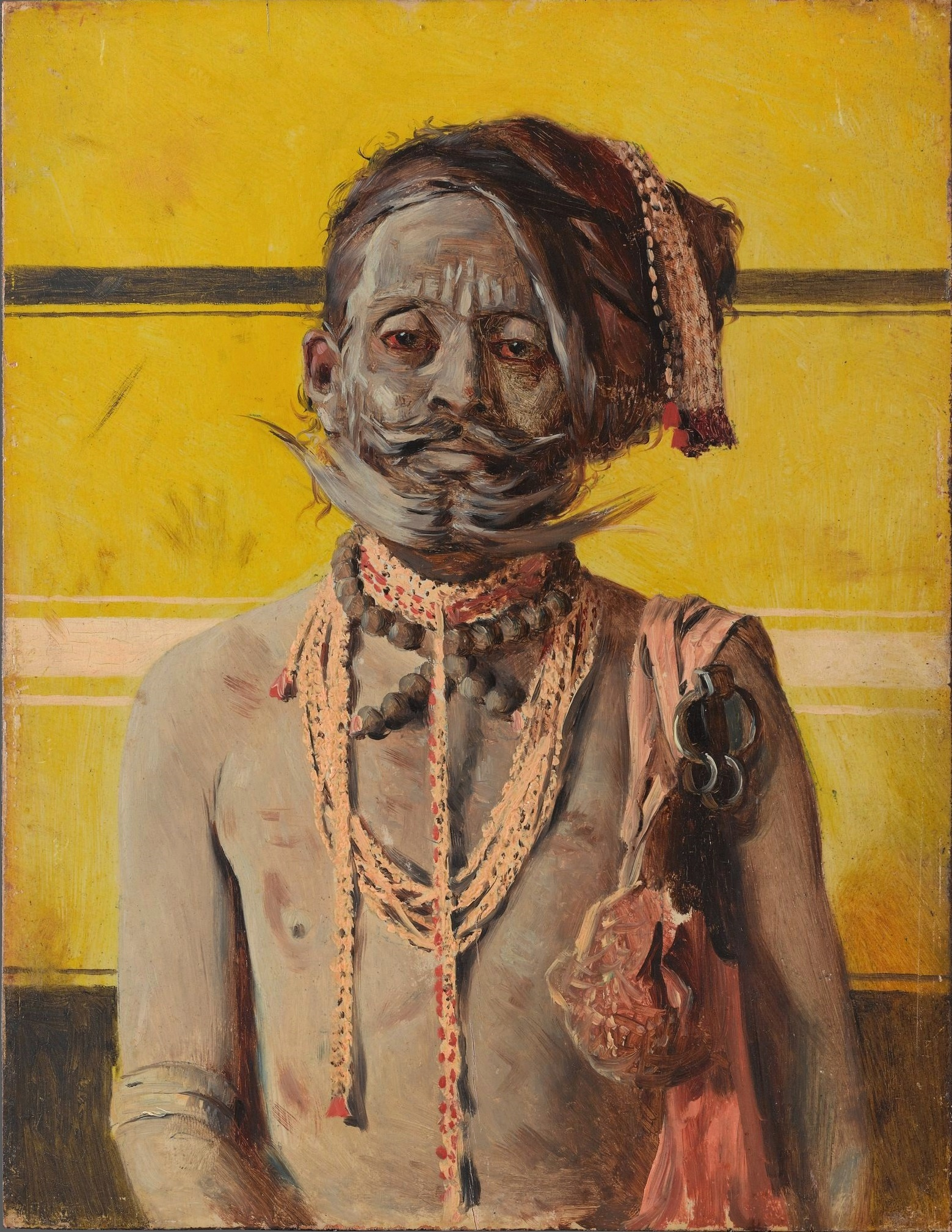
فقیر (۱۸۷۴–۱۸۷۶)
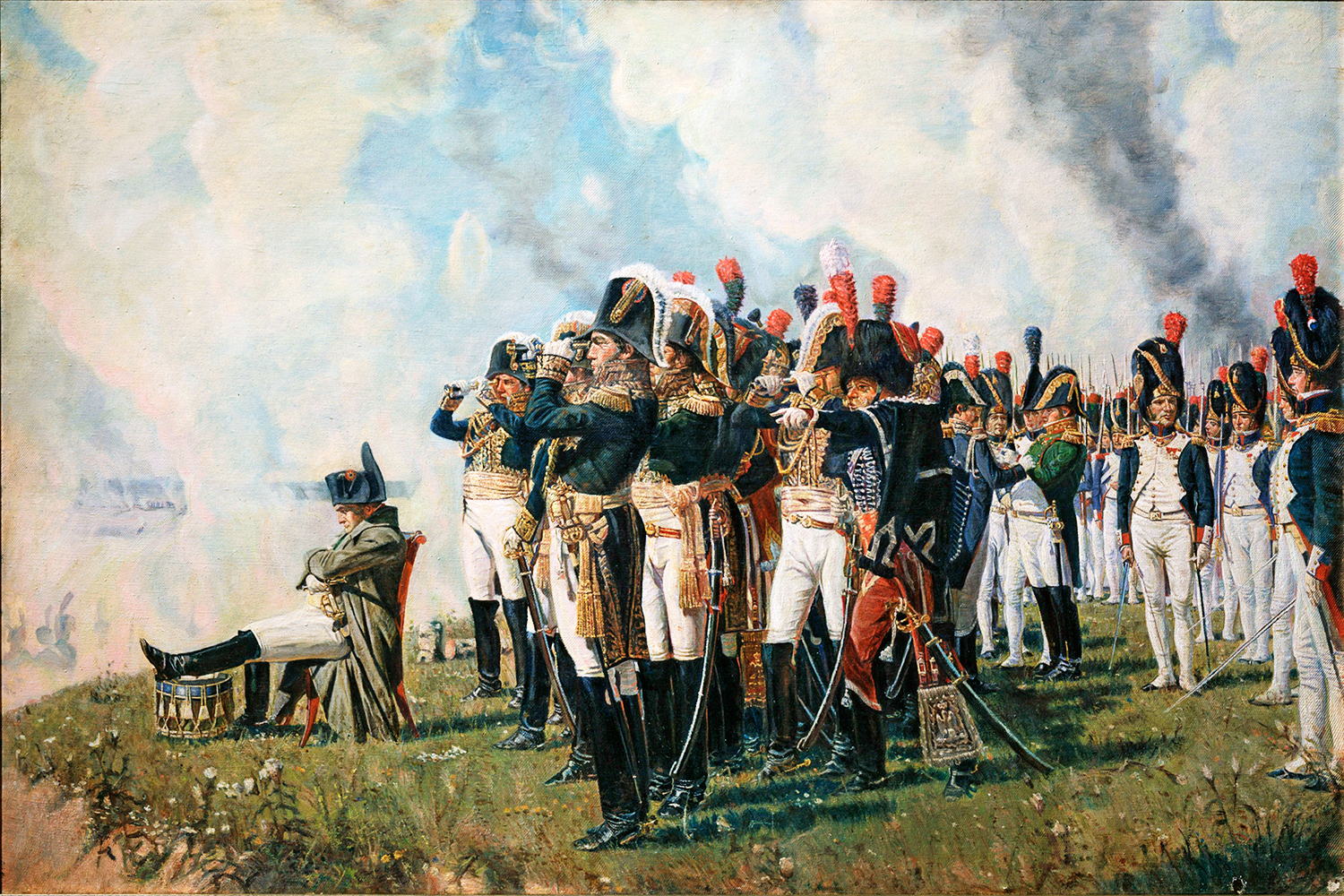
ناپلئون نزدیک بورودینو، ۱۸۹۷
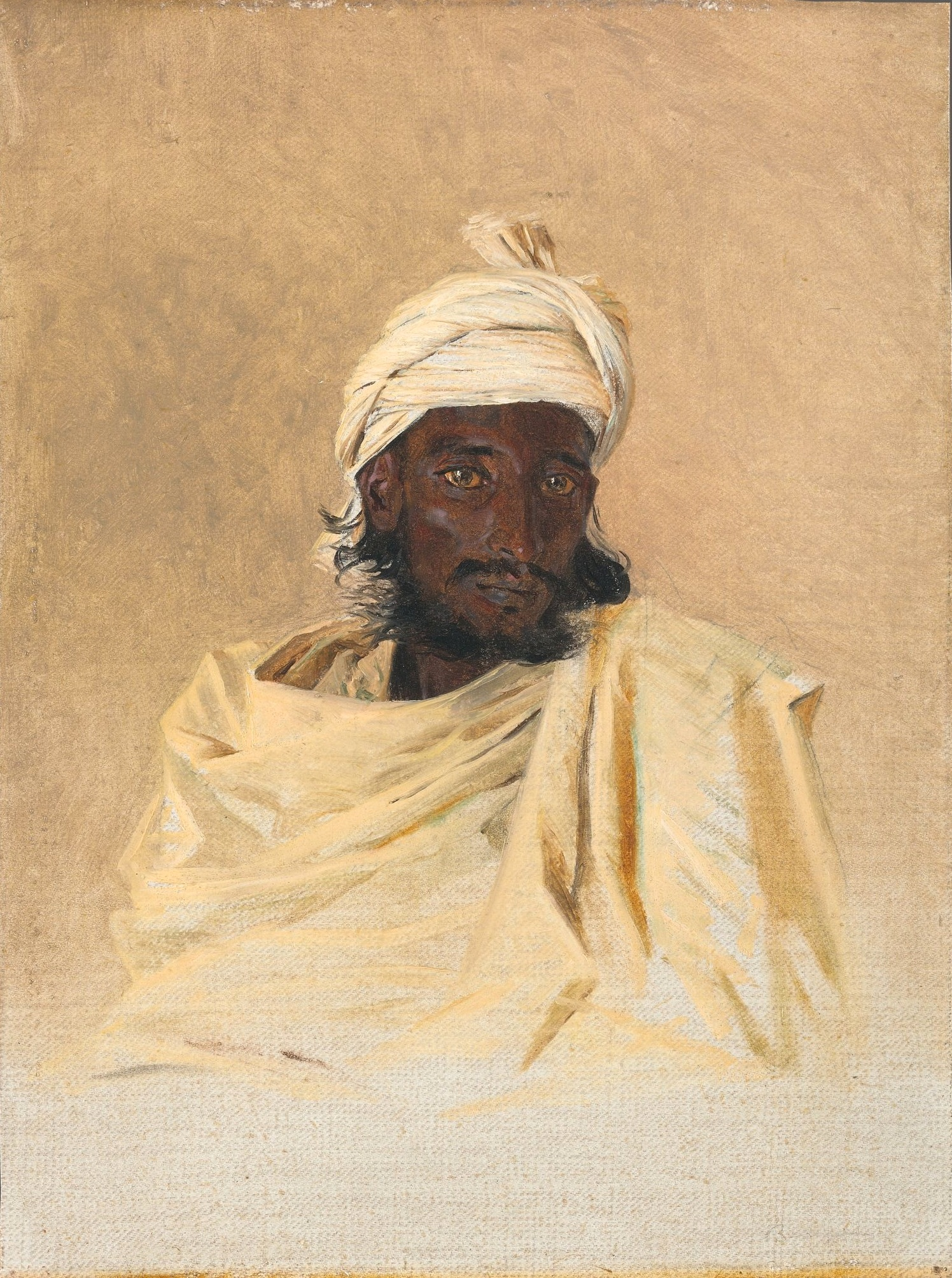
تصویر یکی از مردم بهیل (۱۸۸۴)
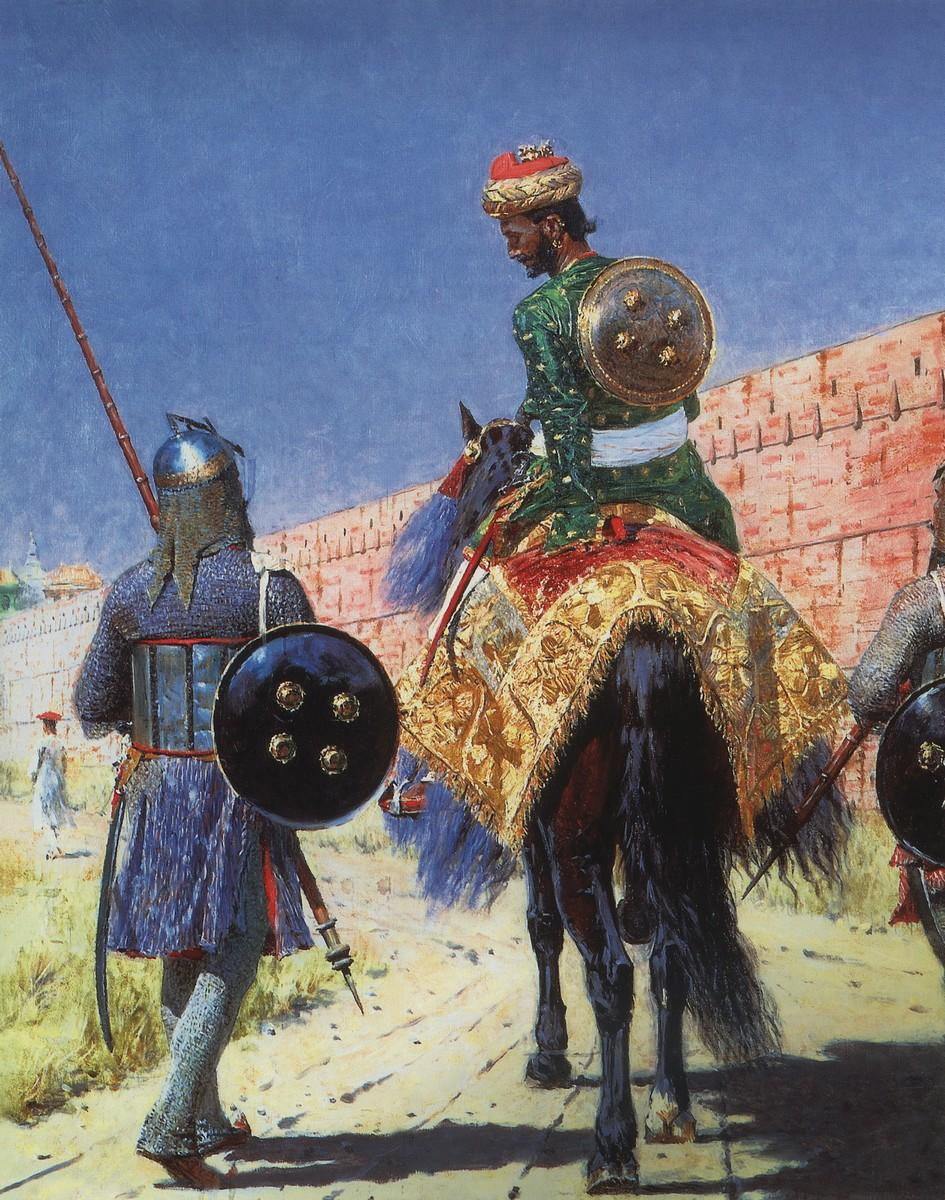
سوار جنگجو در جیپور (۱۸۸۱)
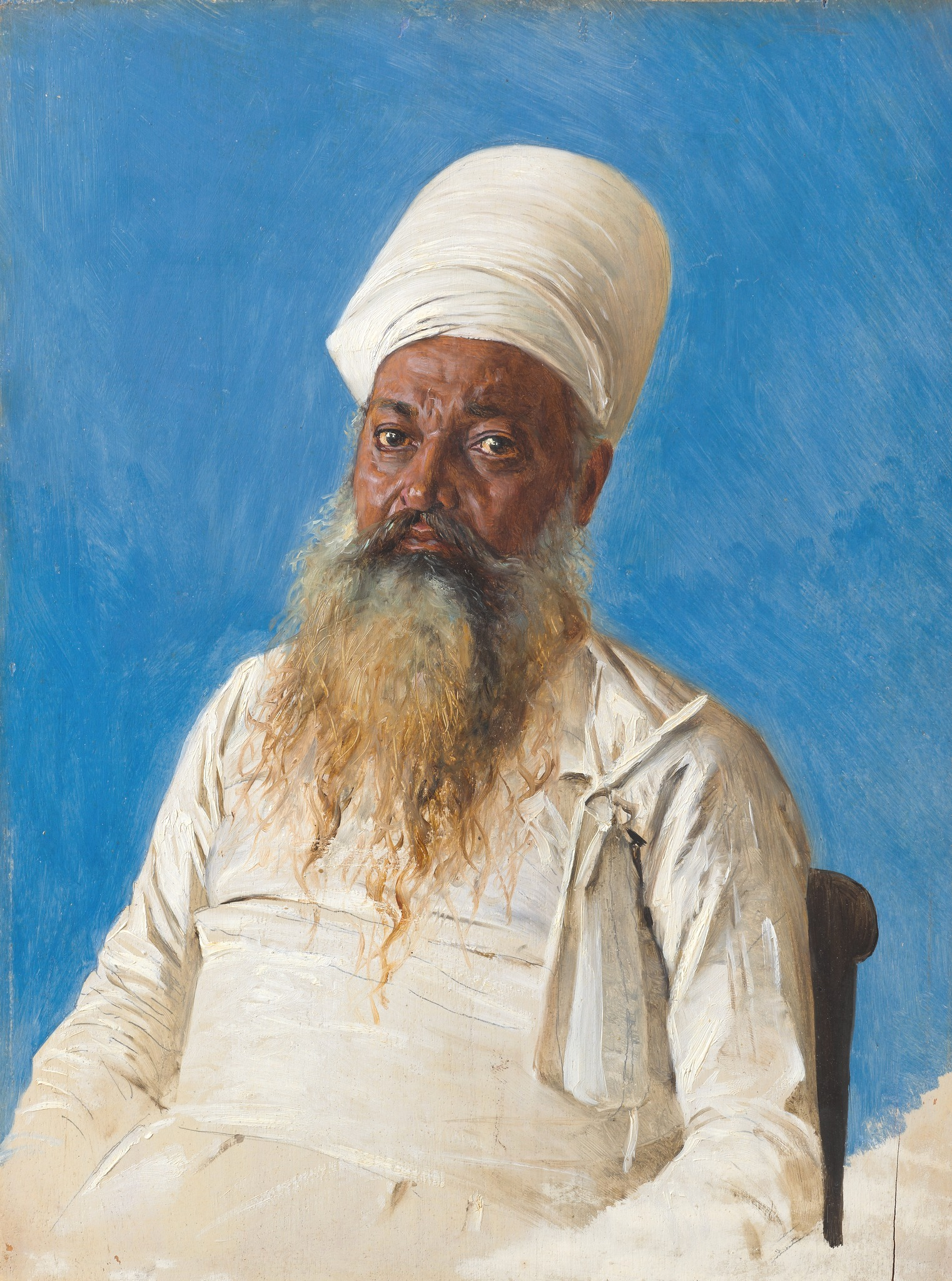
موبد پارسی. بمبئی (۱۸۷۴–۱۸۷۶)
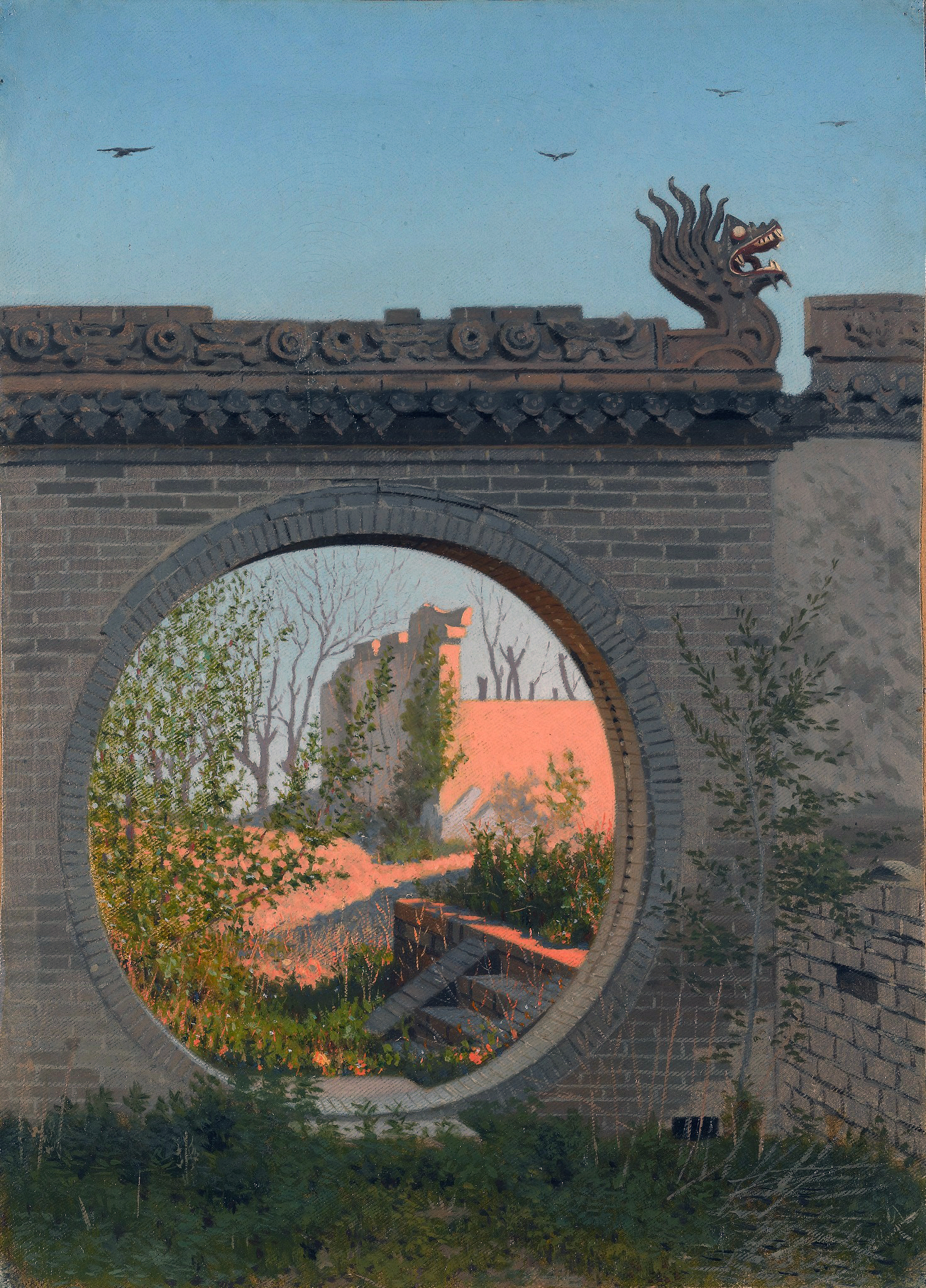
دروازه باغی در شوگوچاک (۱۸۶۹–۱۸۷۰)
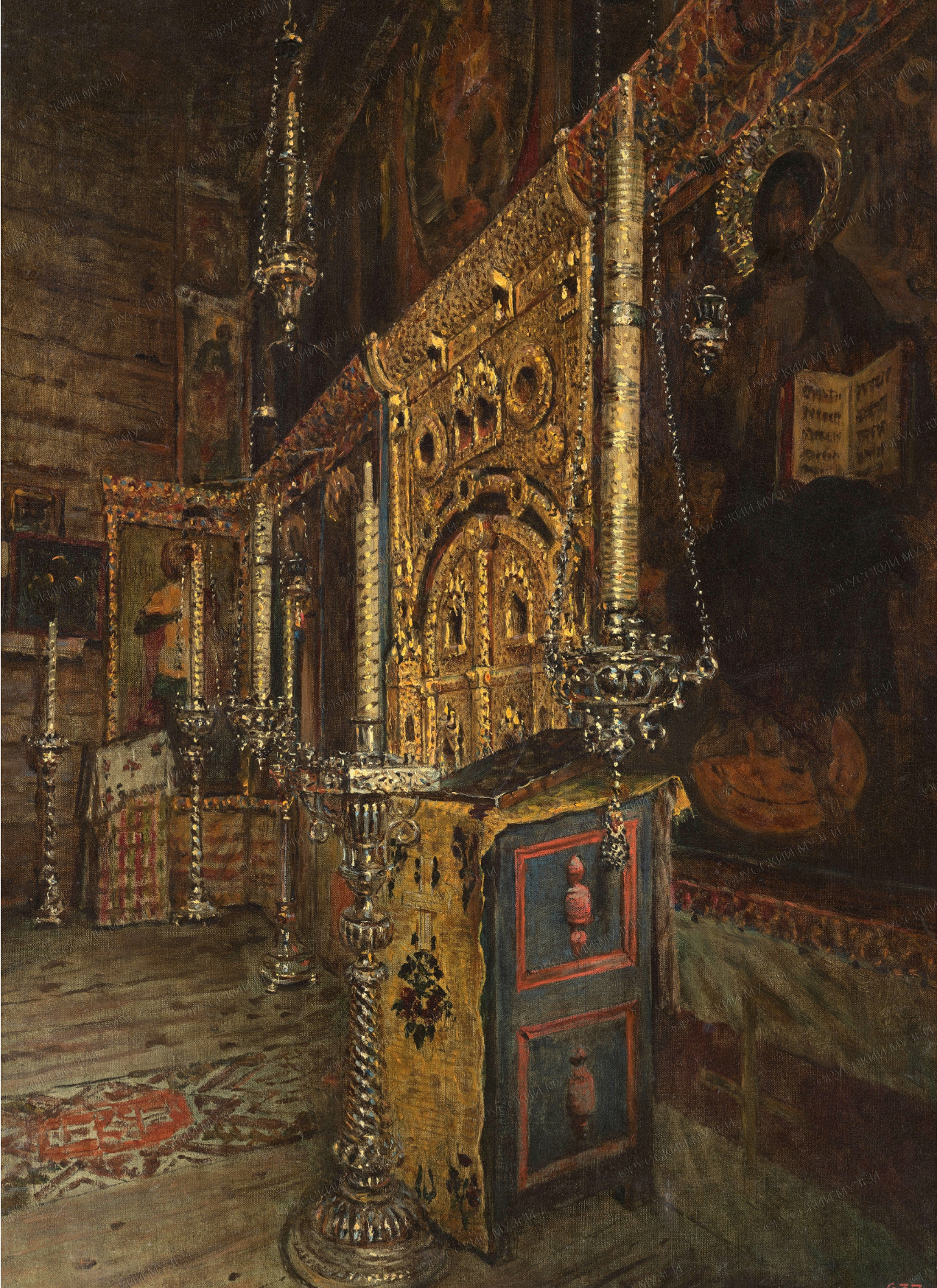
محراب کلیسای سنت جان کشیش نزدیک روستوف (۱۸۸۸)